# Xã Hersey, Quận Nobles, Minnesota
Xã Hersey (tiếng Anh: Hersey Township) là một xã thuộc quận Nobles, tiểu bang Minnesota, Hoa Kỳ. Năm 2010, dân số của xã này là 219 người.